# L'Étoile du silence
Pour plus de détails, voir Fiche technique et Distribution.
L'Étoile du silence (titre original : Der schweigende Stern) est un film est-allemand et polonais, de science-fiction, réalisé par Kurt Maetzig, sorti en 1960. Il s'agit du second film de science-fiction de la Deutsche Film AG après Chemie und Liebe (1948).
Il est inspiré d'un roman de Stanisław Lem, Astronauci, publié en 1951, lequel a été très critique envers ce film.

## Synopsis
En 1985, alors qu'ils essaient un procédé pour irriguer le désert de Gobi, des scientifiques tombent sur un artefact d'origine extraterrestre. Le professeur Harringway identifie l'objet comme étant un débris d'un vaisseau originaire de Vénus. Il semble s'agir d'une sorte d'enregistreur de vol, mais seule une partie de son contenu peut être traduit. Les scientifiques terriens envoient alors des salutations par ondes radio jusqu'à Vénus. En l'absence de réponse quelque temps plus tard, une expédition est alors montée pour se rendre sur cette planète afin de chercher des renseignements sur cette mystérieuse civilisation extraterrestre. Il a pour équipage une équipe internationale de scientifiques dirigée par le professeur Sikarna et le professeur Tchen Yu. Le vaisseau Cosmostrator, récemment terminé mais prévu pour un voyage vers Mars, est rééquipé en prévision d'un voyage jusqu'à Vénus. Le voyage durera entre 30 et 31 jours. Pendant le voyage, Sikarna s'efforce de déchiffrer le message vénusien figurant sur l'enregistreur extraterrestre.
Lorsque le vaisseau approche de Vénus, les communications avec la Terre se trouvent coupées. Pendant ce temps, Sikarna a réussi à traduire les dernières informations contenues dans l'enregistreur de vol : il découvre avec terreur qu'il s'agit d'un plan d'invasion de la Terre prévoyant d'irradier toute la planète à l'aide d'une arme nucléaire pour provoquer l'anéantissement de l'humanité. Harringway convainc l'équipage de poursuivre le voyage jusqu'à Vénus plutôt que de retourner tout de suite sur Terre, car l'information ne ferait que semer la panique sans résoudre le problème.
À l'aide d'Omega, le robot du vaisseau, le cosmonaute allemand Brinkman prend les commandes d'un petit vaisseau d'exploration à une place. Parvenu à la surface de Vénus, il y trouve un complexe industriel et de petits systèmes d'enregistrement ressemblant à des insectes. Le Cosmostrator atterrit et le reste de l'équipage rejoint Brinkman, mais ils ne trouvent aucun signe de vie. En explorant la planète, ils finissent par découvrir les ruines d'une ville dévastée par une explosion atomique si brutale que les formes de Vénusiens humanoïdes ont été imprimées sur les murs des quelques bâtiments restés debout.
Les Vénusiens ont été anéantis par leur propre technologie. Mais leurs machines destructrices fonctionnent toujours, y compris celle qui devait décoller en direction de la Terre. L'un des scientifiques déclenche par accident le mécanisme d'allumage, et tout l'équipage se lance dans une course frénétique contre la montre pour désamorcer le mécanisme. Tchen Yu fait descendre Talua, l'officier des communications du vaisseau, dans le centre de commandement vénusien. Mais la combinaison de Tchen Yu est percée. Brinkman descend alors pour le sauver. Avant qu'il ne puisse atteindre Yu, Talua parvient à désamorcer l'arme à radiations. Malheureusement, la manœuvre inverse le champ de gravité de la planète, ce qui renvoie brutalement le Cosmostrator dans l'espace. Brinkman est également projeté dans l'espace interplanétaire, hors de portée du Cosmostrator, tandis que Tchen Yu et Talua sont abandonnés sur la planète. 
Les survivants de l'équipage regagnent la Terre pour prévenir l'humanité du péril que représente l'arme atomique.

## Fiche technique
- Titre français : L'Étoile du silence ou Vaisseau spatial sur Vénus[1]
- Titre original polonais: Milcząca gwiazda
- Titre original est-allemand : Der schweigende Stern
- Titre ouest-allemand : Raumschiff Venus antwortet nicht
- Réalisation : Kurt Maetzig
- Scénario : Kurt Maetzig, J. Barkhauer, Jan Fethke, Wolfgang Kohlhaase, Günter Reisch, Günther Rücker (en), Alexander Graf Stenbock-Fermor (de), d'après le livre de Stanislas Lem
- Musique : Andrzej Markowski (en)
- Directeur de la photographie : Joachim Hasler
- Montage : Lena Neumann
- Direction artistique : Alfred Hirschmeier, L. Kunka, Paul Lehmann, T. Mystzorek, Senta Ochs, Ryszard Potocki, Anatol Radzinowicz, A. Schulz, W. Schäfer
- Costumes : Elli-Charlotte Löffler
- Maquillage : Christa Grewald, Alois Strasser
- Effets spéciaux : Helmut Grewald, Ernst Kunstmann, Vera Kunstmann, Jan Olejniczak
- Pays d'origine :  Allemagne de l'Est,  Pologne
- Genre : science-fiction
- Durée : 93 minutes
- Date de sortie :
  - RDA : 26 février 1960
  - Pologne : 7 mars 1960

## Distribution
- Günther Simon : pilote allemand / Robert / Raimund Brinkmann
- Julius Ongewe : technicien télé africain / Talua
- Yoko Tani : docteur japonais / Dr. Sumiko Ogimura, M.D.
- Oldrich Lukes : physicien nucléaire américain / Professeur Harringway Hawling
- Ignacy Machowski : ingénieur polonais / Professeur Saltyk / Professeur Durand
- Michail N. Postnikow : cosmonaute soviétique / Professeur Arsenew / Orloff
- Kurt Rackelmann : mathématicien indien / Professeur Sikarna
- Tang Hua-Ta : linguiste chinois / Dr. Chen Yu / Lao Tsu
- Lucyna Winnicka : reporter télé / Joan Moran

## Exploitation
Le 29 décembre 1990, il a été utilisé pour un épisode de la série télévisée culte Mystery Science Theater 3000 ainsi que pour la série Cinema Insomnia (en). Il fait aussi partie du coffret de DVD Mystery Science Theater 3000: 20th Anniversary Edition, sorti en 2008.
Un DVD doublé en anglais est sorti aux États-Unis en 2000.
Une version dvd avec un Master 2k restauré est sortie en 2020 chez Artus Film

## Récompenses et distinctions

### Récompenses
- 1964 : au Festival du film de Trieste : Vaisseau spatial d'or[2].

### Nominations
- Saturn Award 2009 :
  - Saturn Award de la meilleure collection DVD (au sein du coffret Mystery Science Theater 3000: 20th Anniversary Edition)